# Terry Dischinger
Terry Gilbert Dischinger (Terre Haute, Indiana, 14 de noviembre de 1940-10 de octubre de 2023) fue jugador de baloncesto estadounidense de la década de los 60 que jugó durante 9 temporadas en la NBA. Con 2,01 metros de altura, se desempeñaba en la posición de escolta.

## Trayectoria deportiva

### Universidad
Jugó durante 4 temporadas con los Boilermakers de la Universidad de Purdue, promediando en las tres últimas 28,3 puntos y 13,7 rebotes por partido. En 1960 fue elegido en la Selección de baloncesto de Estados Unidos que ganó el oro en las Olimpiadas de Roma 1960.

### Profesional
Fue elegido en la décima posición del Draft de la NBA de 1962 por Chicago Zephyrs (franquicia que en la actualidad se denomina Washington Wizards), donde en su primera temporada promedió 25,5 puntos y 8 rebotes por partido, siendo elegido Rookie del año. Fue la mejor de sus nueve temporadas como profesional. Al año siguiente el equipo se trasladó a Baltimore, convirtiéndose en los Baltimore Bullets, donde mantuvo unas estadísticas similares a las del primer año. fue traspasado a Detroit Pistons, donde tras jugar un año su carrera fue interrumpida por el servicio militar.
A su regreso, 3 años más tarde, su efectividad bajó, y su juego no volvió a ser el mismo. Estuvo 5 temporadas más en Detroit, pero sus estadísticas se vieron reducidas a poco más de 10 puntos por partido. En la temporada 1972-73 fichó por Portland Trail Blazers, en la que iba a ser su última campaña como profesional. Se retiró con 32 años, tras promediar 13,8 puntos y 5,6 rebotes en el total de su carrera.

### Entrenador
Posiblemente sea el entrenador con la carrera más corta en la NBA, ya que en la temporada 1971-72 dirigió dos partidos de los Pistons como entrenador-jugador, perdiendo en ambos.

## Estadísticas de su carrera en la NBA

### Temporada regular
| Año      | Equipo    | PJ  | MPP  | %TC  | %TL  | RPP | APP | PPP  |
| -------- | --------- | --- | ---- | ---- | ---- | --- | --- | ---- |
| 1962–63  | Chicago   | 57  | 40.2 | .512 | .770 | 8.0 | 3.1 | 25.5 |
| 1963–64  | Baltimore | 80  | 35.2 | .496 | .776 | 8.3 | 2.0 | 20.8 |
| 1964–65  | Detroit   | 80  | 33.7 | .493 | .755 | 6.0 | 2.5 | 18.2 |
| 1967–68  | Detroit   | 78  | 24.8 | .494 | .762 | 6.2 | 1.5 | 13.1 |
| 1968–69  | Detroit   | 75  | 19.4 | .515 | .730 | 4.3 | 1.2 | 8.8  |
| 1969–70  | Detroit   | 75  | 23.4 | .526 | .722 | 4.9 | 1.4 | 11.4 |
| 1970–71  | Detroit   | 65  | 28.5 | .535 | .763 | 5.2 | 1.7 | 11.8 |
| 1971–72  | Detroit   | 79  | 26.1 | .514 | .780 | 4.3 | 1.2 | 9.4  |
| 1972–73  | Portland  | 63  | 15.4 | .476 | .667 | 3.0 | 1.6 | 6.1  |
| Total    | Total     | 652 | 27.4 | .506 | .758 | 5.6 | 1.8 | 13.8 |
| All-Star | All-Star  | 3   | 14.7 | .467 | .833 | 2.7 | 0.7 | 6.3  |

### Playoffs
| Año   | Equipo  | PJ | MPP  | %TC  | %TL  | RPP | APP | PPP |
| ----- | ------- | -- | ---- | ---- | ---- | --- | --- | --- |
| 1968  | Detroit | 6  | 25.7 | .375 | .737 | 4.8 | 1.5 | 9.3 |
| Total | Total   | 6  | 25.7 | .375 | .737 | 4.8 | 1.5 | 9.3 |